# Emil Sova
Emil Sova (30. října 1954, Mladá Boleslav - 5. července 1999) byl československý motocyklový závodník, reprezentant v ploché dráze.

## Závodní kariéra
V Mistrovství Československa jednotlivců startoval v letech 1974-1985, nejlépe skončil v roce 1983 na 8. místě. V Mistrovství Československa na dlouhé ploché dráze skončil nejlépe v roce 1979 na 3. místě. V Mistrovství Československa dvojic skončil v roce 1979 na 4. místě. V letech 1976-1984 pravidelně startoval v kvalifikačních závodech mistrovství světa jednotlivců, nejlépe skončil v roce 1982 na 6. místě v kontinentálním finále a byl prvním náhradníkem ve světovém finále. V mistrovství světa na dlouhé ploché dráze skončil nejlépe na 8. místě v roce 1986. V britské profesionální lize startoval v letech 1979 a 1980 za tým Belle Vue Aces. V roce 1979 skončil pátý ve Zlaté přilbě. V začátcích kariéry startoval i na ledové ploché dráze.